# Батурино (Томский район)
Бату́рино — село в Томском районе Томской области. Входит в Спасское сельское поселение.

## География
Село расположено на реке Якунина, правом притоке Томи, недалеко её впадения в Томь, на автодороге Томск — Коларово — Батурино — Вершинино — Ярское, до села можно добраться на рейсовом автобусе, маршрут которого "2(141)". Идущего от Приборного завода г.Томск, площади Южной, Томского автовокзала до Вершинина и Ярского по определённому расписанию.
В окрестностях села Батурино находится памятник природы родник Дызвестный ключ, также памятником природы является припоселковый лес. Рядом с селом расположен Ларинский ландшафтный заказник.

## Население
| 2002 | 2008 | 2009 | 2010 | 2011 | 2012 | 2013  | 2014  | 2015  |
| ---- | ---- | ---- | ---- | ---- | ---- | ----- | ----- | ----- |
| 945  | ↗957 | ↘953 | ↗975 | ↗979 | ↗994 | ↗1028 | ↘1024 | ↗1034 |
| 2021 |      |      |      |      |      |       |       |       |
| ↘982 |      |      |      |      |      |       |       |       |

## Инфраструктура
Улицы: Береговая, Гагарина, Дачная, Колхозная, Лесная, Молодёжная, Октябрьская, Пролетарская, Советская, Совхозная, Цветочная, Якунинская. Переулки: Лесной, Озёрный, Якунинский. 